# Phorinia breviata
Phorinia breviata là một loài ruồi trong họ Tachinidae.